# Zločin i kazna
Zločin i kazna (ruski: Преступление и наказание / Prestuplenie i nakazanie) je roman ruskog pisca Fjodora Mihajloviča Dostojevskog izdan 1866. godine u časopisu Ruski vjesnik.  Smatra se jednim od najvećih djela ruske književnosti.
Radnja je smještena u Sankt-Peterburgu sredinom šezdesetih godina 19. stoljeća. Glavni lik, Rodion Romanovič Raskoljnikov, propali student prava, potaknut krajnjom bijedom i turobnom budućnošću odlučuje ubiti i opljačkati Aljonu Ivanovnu, omraženu staricu koja lihvarenjem izrabljuje ljude.  Osim što ubojstvom planira riješiti vlastite financijske i obiteljske probleme, smatra ga i etički opravdanim jer, po njegovom mišljenju, životi običnih ljudi koji mu se nalaze na putu ne vrijede ništa spram plemenitih ideala kojima teži;  smatra da se on, kao izniman pojedinac (sličan Napoleonu), nalazi iznad moralnih pravila koja obvezuju ostale ljude.  Pomno razrađuje svoj plan, ali ipak mu se potkradu pogreške i privlači sumnju policije;  i sam postaje nesiguran glede vlastitih razmišljanja o zločinu te očajava i čezne za iskupljenjem. U psihičkoj krizi kroz koju prolazi pomaže mu prostitutka Sonja Marmeladova, napaćena djevojka koja se ponizno i pasivno drži prema zlu i životnim nedaćama, a utjehu nalazi u kršćanstvu.

## Likovi
Rodion Romanovič Raskoljnikov - Siromašan, bivši student prava koji odlučuje opljačkati i ubiti lihvaricu zbog njemu opravdanih razloga
Aljona Ivanovna - Stara lihvarica koja iskorištava svoju sestru Lizavetu i sve oko sebe, Raskoljnikov ju ubije da bi ju opljačkao
Lizaveta Ivanovna - Aljonina sestra, koju je Raskoljnikov također ubio jer se našla na mjestu zločina
Avdotja Romanovna (Dunja) Raskoljnikova - Rodionova sestra, htjela se udati za Lužina kako bi osigurala novce za školovanje brata Rodiona, no on se tome protivio, pa se na kraju udaje iz ljubavi za Rodionovog prijatelja Razumihina
Petar Petrovič Lužin - Bogati gospodin koji traži siromašnu djevojku da bi mu bila pokorna i zahvalna, prvi zaručnik Avdotje Romanovne
Semjon Zaharič Marmeladov - Osiromašen bivši činovnik, alkoholičar koji krade od obitelji i utapa tugu pićem, pregazi ga kočija, umire u rukama svoje kćerke Sonje
Katerina Ivanovna Marmeladova - Marmeladovljeva žena, koju je oženio kao udovicu s troje djece
Sofja Semjonovna (Sonja) Marmeladova - Marmeladovljeva kći, zarađuje novac za obitelj prostituirajući se
Porfirij Petrovič - Istražitelj u policiji, sumnja na Raskoljnikova i psihološkim igrama pokušava izvući istinu iz njega
Arkadij Ivanovič Svidrigajlov - Stari plemić, zaljubljen u Avdotju Romanovnu zbog koje otruje svoju ženu, a na kraju i sebe
Dmitrij Prokofjič Vrazumihin (Razumihin) - Prijatelj Rodiona Romanoviča, također bivši student prava, koji će oženiti Avdotju Romanovnu
Zosimov - Razumihinov prijatelj, mladi liječnik koga je doveo da pomogne Raskoljnikovu

## Fabula

### Prvi dio
Mjesec srpanj. Rodion Romanovič Raskoljnikov je siromašni nesvršeni student prava u Sankt-Peterburgu. Na početku romana ga susrećemo kako sa svoje dvadeset i dvije godine izbjegava gazdaricu jer mjesecima nije platio stanarinu. Odlazi kod stare lihvarke Aljone Ivanovne založiti džepni sat, a ona mu daje samo rubalj i 15 kopejki jer nije na vrijeme otkupio prijašnji prsten pa je ostao dužan. Raskoljnikov ljutit odlazi. U glavi mu se stvara razbojnički plan. 
Kasnije saznajemo (iz njegovih meditacija i sjećanja) da je jednom u krčmi čuo razgovor mladića koji se žalio svom drugu na staru lihvarku koja se bogati lukavim otkupom vrijednih predmeta od siromašnih ljudi za male novce; pritom je strašno gruba prema svojoj dobroćudnoj polusestri Lizaveti koja radi za nju. Mladić je razvio teoriju kako bi babu valjalo ubiti jer je kao stjenica koja pije krv, a strašno je bogata. Raskoljnikovu je taj razgovor bio početak kovanja planova o ubojstvu i krađi. 
Nakon posjeta lihvarki (koji je bio proba jer je osluškivao što i kako ona ključevima otvara) u krčmi je upoznao propalog činovnika Marmeladova koji mu je otvorio dušu tužnom pričom o obitelji koju je upropastio zapivši sav svoj novac, a kći Sonja je postala prostitutka da bi prehranili ostale dvije djevojčice i jednog dječaka. Raskoljnikov ga otprati kući gdje nije bio pet dana, a žena ga poče vući za kosu i tući. Raskoljnikov izvuče i ostavi 50 kopejki i nestane kad je počela vikati i na njega.
U prljavoj sobici sluškinja Nastasja mu donese majčino pismo puno ljubavi koje ga raznježi i rastuži. Mati ga je izvjestila o teškom životu Dunje, njegove sestre koja je služila u gospodskoj kući a gazda se zaljubio u nju pa ju je htio iskoristiti. Žena mu je to doznala pa je isprva okrivila Dunju, pukla je sramota u selu, no uskoro je saznala istinu pa je ponovo rehabilitirala Dunju. Njih dvije su teškom mukom slale sinu novac u grad i polagale su velike nade u njega. Mati mu je pisala i o skoroj Dunjinoj svadbi za dvorskog savjetnika Petra Petroviča Lužina. "Pouzdan i imućan, ima doduše 45 godina ali još se može svidjeti ženama." Raskoljnikov je bio izvan sebe jer su ga dovele pred gotov čin. Nisu ga pitale za mišljenje o čovjeku koji se "čini dobar" i koji otprema škrinju na put za S. Petersburg "na svoj račun", dok majka i Dunja putuju o svom trošku. Raskoljnikov se čudio Dunji i bio ljut na nju. On stalno preispituje sebe, svoje postupke, moral ljudi i vremena. 
SAN - umoran je zaspao i sanjao mračan san o kobili koju su pretukli željeznim šipkama jer nije mogla trkom povući zapregu. U snu je Raskoljnikov dječak i plačući ručicama udara vlasnika kobile a otac ga odvlači nemoćno. Probudivši se zaklinje se kako on ne može učiniti "ono", ali zatim razmišlja o događaju koji je odredio njegovu sudbinu. U prolazu je čuo razgovor trgovca s Lizvetom da će sutradan u sedam sati navečer doći trgovcu. Shvatio je da će lihvarka tada biti sama i da je to prilika za ubojstvo. 
U kaputu je zašio traku u kojoj će visjeti sjekira, nije mogao uzeti sjekiru iz kuhinje jer je u njoj bila Nastasja (nepredviđeno) ali imao je sreće kad je zavirio u kućepaziteljevu kućicu gdje nije bilo nikoga. Pozvonio je na vrata, no lihvarka je nešto sumnjala pa nije odmah otvorila. Cijelo to vrijeme je Raskoljnikov razmišljao o svom ponašanju i još uvijek zdravom razumu. Pružio je starici čvrsto svezani smotuljak koji je trebao biti srebrna tabakera. Tri puta ju je udario sjekirom po tjemenu i zatim u sobi iz škrinje natrpao džepove raznim zlatnim predmetima. Odjednom je začuo korake u susjednoj sobi, zaprepastio se kad je ugledao Lizvetu i potom ju je ubio. "Strah ga je hvatao sve više i više - osobito nakon tog drugog, sasvim neočekivanog umorstva." 
Kad je htio pobjeći, začuo je korake i zakračunao vrata - dvojica su lupala i shvatila da se zbiva nešto neobično. Jedan je krenuo po pomoć, a kad se drugi nakratko izgubio Raskoljnikov se spustio kat niže i sakrio u stanu kojeg su ličili pa su vrata bila otvorena. Nisu ga zapazili. "Znoj je curio s njega, šija mu je bila posve mokra - prolaznici su mislili da je pijan. Vratio je sjekiru na mjesto sve u bunilu...Komadići i odlomci nekakvih misli rojile su mu se u glavi, ali ni jedne misli nije mogao uloviti, ni na jednoj se nije mogao zadržati, koliko se god trsio."

### Drugi dio
Ležao je vrlo dugo i razne misli su mu se rojile glavom. Sakrio je ukradene stvari u rupi u zidu. Nastasja mu je donijela poziv od policije - protrnuo je. No u stanici je saznao da ga je gazdarica tražila jer nije plaćao stanarinu. U stanici se posvadio s poručnikom Iljom Petrovičem. Odahnuo je, ali kad je inspektor Fomić pričao o ubojstvu lihvarke - srušio se u nesvjest. 
U strahu je "blago" skrio u gradu ispod nekog teškog kamena. Čudno se ponašao (ušao kod Razumihina i odmah izašao, buncao je, sanjao da je Ilja istukao gazdaricu), pao je u groznicu, a Razumihin ga je s prijateljem Zosimovim, doktorom požrtvovno njegovao. Za to vrijeme su svi počeli komentirati ubojstvo, u prvi mah su optužili soboslikare koji su ličili kat ispod. 
Dok je bio u krevetu posjetio ga je Lužin, a slušajući komentar na pismo njegove majke Raskoljnjikov ga je potjerao. Još onako slab pobjegao je iz sobe i lutao gradom, ušao u neku krčmu i majčinim novcem nagradio neku prostitutku iz čistog hira. Za šankom je drsko izazivao Zamjotova pričajući mu o zločinu i izazovno ga gledajući u oči. Na vrh jezika mu je bilo da prizna. "A što ako sam onda baš ja ubio babu i Lizvetu?!" Neki vrag mu nije dao mira i ušao je u kuću i sobu gdje se zbilo ubojstvo, provocirao je radnike koji su uređivali stan. "Pod je opran, hoće li ga ofarbati?! Nema krvi?!" Otjerali su ga. 
Na cesti je čuo graju i približio se - zaprega s konjima je pregazila pijanog Marmeladova. Raskoljnikov se zauzeo za nastradalog i pomogao da ga odnesu u kuću. Žena Katarina Ivanova bila je izvan sebe. Pop ga je ispovijedio okrvavljenog. Dirljiv prizor kada žena pomaže mužu, a pop moli da mu oprosti. "Ma ta je pijanica zapila sve što je imala... upropastio mi je život! Hvala Bogu što umire. Bit će manje štete!" Govoreći to, ona je davala sve od sebe da mu olakša posljednje trenutke, da mu pomogne. Na vratima se pojavila Sonja i Marmeladovu su zasuzile oči. Raskoljnikov je zadivljen Sonjinom mršavom prilikom s predivnim plavim očima. Dao je Katarini sve rublje što je imao i rekao da on snosi troškove sprovoda. Kad je odlazio mala sestrica je dotrčala i rekla da Sonja pita za adresu. 
Vrativši se kući dočekale su ga majka i sestra vrištavši od uzbuđenja. "Ali on stajaše kao mrtav... nije ni ruke podigao da ih zagrli - nije mogao." Srušio se u nesvijest. Razumihin ih je smirivao, uvjeravao da mu nije ništa.

### Treći dio
Razumihin je nagovorio Dunju i majku da odu kući, da će se on pobrinuti za Raskoljnikova. Raskoljnikov je samo uspio reći da je Lužin podlac i da se on protivi vjenčanju. "Ili on ili ja!" Razumihin ih je pratio do stana umirujući ih. Bio je pijan jer se upravo vratio s tervenke, ali se na prvi pogled zaljubio u visoku, ponosnu i naočitu Dunju. Obećao je da će doći sa Zosimovim i održao obećanje. 
Lužin im je poslao pismo i dogovorio sastanak s Dunjom i majkom pod uvjetom da Raskoljnikov ne bude tamo. Dunja i mati su se tome usprotivile. Sutradan se Raskoljnikov našao s njima, ali je razgovor svejedno zapinjao, mati nije mogla prepoznati sina, on se suprotstavljao sestrinoj svadbi, Dunja je o tome željela odlučiti sama.... Tada u sobu uleti Sonja da pozove Raskoljnikova na pogreb - svi se zbune, a Raskoljnikov se rastrči oko nje upoznavši ju sa svima, majci je sve to bilo sumnjivo. 
Raskoljnikov je Razumihinu otkrio da je i on zalagao neke predmete kod stare lihvarke i Razumihin ga je uputio k prijatelju Porfiriju Petroviču, inspektoru. Porfirij se pokazao lukavac i šalama i pitanjima je provocirao Raskoljnikova. Samo su još njega i čekali, jer su na zamotuljcima kod starice našli napisano i njegovo ime, raspitivao se i o smrti Marmeladova. Zatim se inspektor interesirao o članku Raskoljnikova izašlom u "Periodičnoj riječi" u kojem je Raskoljnikov izložio misao o običnim i neobičnim ljudima koji vuku svijet pa im se može oprostiti čak i zločin ako to znači napredak čovječanstva. Porfirij je to povezao sa psihičkim stanjem zločinca u trenutku zločina (Raskoljnikovu se činilo da mu je Porfirij namignuo). Na kraju ga je čak pitao je li vidio soboslikare one noći - Raskoljnikov se nije dao prevariti, a Razumihin se razbjesnio na Porfirija. 
Raskoljnikov stalno razmišlja i preispituje svoj čin. "Vrlo važno za babuskaru!"- mislio je uzrujano i plahovito. Možda sam tu i pogriješio, ali nije sad to važno. To je bila tek bolest... htio sam što prije preskočiti granicu. nisam ubio čovjeka nego načelo! Načelo sam zaista ubio, ali nisam prekoračio granicu, nisam, ostao sam na ovoj strani..Majka, sestra, koliko sam ih volio! Zašto ih sada mrzim, ne trpim ih u svojoj blizini.... Grliti je i misliti: kad bi ona znala... pa da joj kažem?! O kako sad mrzim tu babuskaru! Mislim da bih je i po drugi put ubio kad bi oživjela! Sirota Lizaveta! Zašto se ona morala tamo zateći? Čudno je ipak zašto na nju i ne mislim, baš kao da je nisam ni ubio! Lisaveta! Sonja! Sirotice moje krotkih očiju....Mile moje!"
- ovaj je komentar najbitnija odrednica romana, obrazloženje njegova postupka i pojava unutrašnjeg monologa inače kategorije modernog romana.
Zaspao je u bunilu, sanjao da udara babu sjekirom, a cijelo je predsoblje puno ljudi. Kad se probudio kraj kreveta je sjedio Svidrigajlov.

### Četvrti dio
Svidrigajlov je muž pokojne Marfe Petrovne koji je pokušao napastvovati Dunju kad je radila za njega. Raskoljnikov ga je htio otjerati, ali mu je ovaj ponudio 10000 rubalja za Dunječku bez ikakvih protuusluga. Raskoljnikov je bio izvan sebe, a Svidrigajlov neobično hladan i miran. Otkrio je da je Marfa oporučno ostavila Dunji 3000 rubalja i nek se ne udaje za Lužina jer je nitkov! Na izlazu ga je vidio Razumihin. 
U svratištu majke i Dunje sastaju se Lužin, Razumihin i Raskoljnikov. Lužin je u žučnoj raspravi napao Raskoljnikova i pozvao se na svoju velikodušnost prema "ozloglašenoj" djevojci i siromašnoj majci koje je htio spasiti od neimaštine. Dunja je pobjesnila i zajedno s bratom otjerala iznenađenog Lužina. Lužin je čak zatražio da mu vrate troškove puta. 
Raskoljnikov se odmah zatim oprašta od majke i sestre i taj oproštaj izgleda konačan. Razumihin ga je pokušao zaustaviti, ali Raskoljnikov ga je nijemo gledao, pogled mu je prodirao u dušu. Odjednom se Razumihin lecne. Nešto čudnovato kao da je prostrujalo između njih.... Nekakva misao proleti kao kakav nagovještaj, nešto užasno ružno, što su obojica shvatila. Razumihin problijedi kao krpa. "Razumiješ li sad? - upita Raskoljnikov a lice mu se iskrivi od bola. Vrati se k njima i čuvaj ih uvijek!" Iznenada se okrene i ode. 
Od te večeri Razumihin im je postao sin i brat. 
Raskoljnikov je pošao Sonji koja se oduševila kad ga je vidjela. On ju je ispitivao o njezinu životu, bio je ganut njezinim izgledom, sudbinom i žrtvovanjem za dobrobit svoje porodice, pitao ju je vjeruje li u Boga i kako on može dopustiti takvu bijedu, natjerao ju je da mu čita Bibliju - uskrsnuće Lazarovo, čitavo vrijeme osjećajući kako mu se vraća želja za životom, smisao kako se nešto budi u njemu. Rekao joj je da je danas raskrstio sa sestrom i majkom. "Sad imam samo tebe. Hajdemo zajedno... Oboje smo prokleti, pa ćemo dalje zajedno!" Ako sutra opet dođe reći će joj tko je ubio Lizavetu - bila je zaprepaštena. 
Raskoljnikov je pošao Porfiriju koji mu je natuknuo da ga želi ispitati. Porfirij ga je u šaljivom tonu doveo do ludila i Raskoljnikov je zavikao da to ne dopušta. "Uhapsite me ako želite, ali nemojte se poigravati sa mnom. Porfirij je znao da je Raskoljnikov odlazio babi, da je pitao za krv. Porfirij mu je obećao iznenađenje, ali u jednom trenutku uđe Nikolaj, soboslikar s priznanjem da je on ubojica, a Porfirij se zbunio. Raskoljnikov je došao sebi i uzvratio mu:"Ne ćete mi pokazati ono naše malo iznenađenje?!" 
U stanu, u trenutku kad je htio izići otvorila su se vrata i pojavio se čovjek koji mu je na ulici šapnuo da je ubojica. "kao da je iznikao iz zemlje" Raskoljnikov se sledio. No ovaj mu se stane izvinjavati što ga je krivo optužio i prokazao Profiriju jer je vidio Raskoljnikova onu večer kad je zavitlavao stanare i pazikuću, a on je obrtnik - krznar, iz iste veže i nije htio da Raskoljnikov prođe nekažnjeno. (On je bio to iznenađenje o kojem je Porfirij pričao, stajao je iza vrata i čuo razgovor, no kad se Nikolaj pojavio, pokajao se i došao u stan ispričati se.) "Oprostite mi zbog klevete i zloće." Raskoljnikov je izašao iz sobe bodriji nego ikad. "Sad ćemo se još ogledati." reče smješeći se pakosno.

### Peti dio
Lužin se nije predao i u glavi je smišljao osvetu. Živio je u sobi sa studentom Lebezjatnikovom (koji je imao moderna načela - život u komuni, žena može varati muškarca jer mu nije rob....) i poslao ga po Sonju kojoj je velikodušno dao 10 rubalja praveći se dušobrižnik, ali joj je skrivečki gurnuo u džep presavijenih 100 rubalja kaneći je optužiti pred svima da mu je Sonja ukrala novac da bi okaljao nju i Raskoljnikova pred Dunjinim i majčinim očima i vratio izgubljeno povjerenje. Srećom je na daći (obredu u čast pokojnika) pred raskalašenom gomilom koja uopće nije došla oplakati Marmeladova nego najesti se, Lebezjatnikov osupnut Lužinovim postupkom izrekao pravu istinu, ne znajući ni sam Lužinove porive. Sve to nije spriječilo Sonjinu maćehu Katarinu Ivanovu da se počupa s gazdaricom Njemicom koja se pravila dama i smiješno govorila ruski. Raskoljnikov je odlučio Sonji priznati zločin. Dok joj je s mukom govorio, onako nemoćna podsjetila ga je na Lisavetu. Užasnuto je uzdahnula:"Bože!" Odmah ga je potom uhvatila za ruke, objesila mu se oko vrata. "Onda nećeš me ostaviti Sonja? - reče on gledajući je gotovo u nekoj nadi. -Neću, neću, nikad i nigdje!, uzviknu Sonja. -Svuda ću za tobom, kud ti tud i ja! O Bože! O jadne li mene! I zašto, zašto te prije nisam upoznala!" 
Raskoljnikov se lomio u sebi zašto joj je rekao jer ona nije mogla shvatiti motiv zločina, a on se nije kajao - to nije mogla razumjeti. "Nisam ubio zbog toga da pomognem majci - koješta! Nisam ubio ni zbog toga da se domognem sredstava i vlasti pa da postanem dobrotvor čovječanstva. Jednostavno sam ubio, zbog sebe sam ubio, samo zbog sebe! Nešto sam drugo morao shvatiti, morao sam doznati jesam li gnjida kao svi ili sam čovjek? Hoću li moći preskočiti zapreku ili ne ću. Jesam li puzav stvor ili imam PRAVO." Sonja mu nije povlađivala i upitao ju je što da radi. Sjevnula je očima i odgovorila neka pođe do raskrižja. "Stani i pokloni se, poljubi zemlju koju si oskrvnio, a onda se pokloni cijelom svijetu, na sve četiri strane, i reci svima, na sav glas:"Ubio sam!" Pa će ti Bog opet vratiti život. Hoćeš li?" 
Znao je da ona misli na robiju, da prihvati kaznu. Dala mu je drveni križić da ga objesi oko vrata. Raskoljnikov je u sebi odlučio. 
Katarina Ivanova je imala histeričan napadaj, odvukla je dječicu na cestu, jer ju je gazdarica istjerala iz stana, i pjevala, tjerala ih da plešu i prosila novac, otišla je čak do nekog generala. Umrla je u hropcu na cesti okružena znatiželjnom gomilom. Raskoljnikovu je prišao Svidrigajlov obavjestivši ga da je preuzeo brigu o mališanima i Sonji i da će tako utrošiti onih 10000 rubalja namijenjenih Dunji. Na Raskoljnikovo zaprepaštenje izrekao mu je iste riječi koje je Raskoljnikov izrekao Sonji. I Svidrigajlov mu je priznao da stanuje stan do Sonje i da je prisluškivao njihov razgovor. "Pa rekao sam vam da ćemo se nas dvojica još zbližiti!"  Sad ga je imao u šaci.

### Šesti dio
"Za Raskoljnikova su počeli čudni dani: kao da ga je odjednom obavila magla i zatočila u bezizlaznu, mučnu osamljenost. Kad se poslije, već mnogo kasnije prisjećao tih dana, poimao je da mu se svijest gdjekad mutila i da je tako bilo, uz stanovite prekide, sve do konačne katastrofe. Na mahove ga obuzimao bolestan i mučan nemir što je prelazio čak u paničan strah." Najviše ga je mučio Svidrigajlov. 
S Razumihinom se oprostio i ponovio mu da ga Dunja voli i neka mu čuva majku i sestru, a Razumihin mu je uzvratio da mu je sada sve jasno, da zna da je Raskoljnikov nevin jer mu je Porfirije sve razjasnio. Raskoljnikov je u nedoumici - što Porfirij sprema? I zaista, inspektor mu je sam došao na vrata. Ispočetka je hinio da mu se došao ispričati zbog neugodnosti što mu je zadao, ali je onda na svoj stari lukavi način počeo rekonstruirati zločin i psihološki portret počinioca. Nikolaj pripada ruskoj sekti RASKOLNIKA koji su rado prihvaćali na sebe patnju. "Ne, dragi moj Rodione Romanoviču nije Nikolaj ništa kriv! Posrijedi je fantastično, mračno nedjelo, suvremeno, slučaj našeg doba kad se smutilo ljudsko srce ... ubio je, a sam sebe smatra za poštena čovjeka, ljude prezire, ponaša se kao kakav anđeo, ne dragoviću moj, nije Nikolaj ništa kriv!" Raskoljnikov je samo zadrhtao kao da ga je nešto presjeklo. "Pa tko je onda ubio?" ne odoli da ne upita jedva dišući. "Kako tko je ubio? - ponovi baš kao da ne vjeruje svojim ušima - Pa vi ste ih ubili Rodione Romanoviču! Vi ste ih ubili... doda gotovo šaptom, duboko uvjerenim glasom." 
Raskoljnikovu su se oduzele noge. Pokušao se pobuniti ali ga je ovaj pročitao. Predložio mu je da se sam prijavi pa će mu smanjiti kaznu i život je pred njim. "Smanjit će mi kaznu... nasmijao se." Porfirij mu je dao rok od par dana i obećao da ga do tada neće prijaviti. 
Raskoljnikov je pohitao do Svidrigajlova. Našao ga je u nekom bijednom svratištu, a ovaj je pak bio raspoložen i pričao mu o dogodovštinama iz života (zavođenje siromašnih maloljetnih djevojaka, o svojoj mani - neutaživoj gladi za ženama), pokazao se u svijetlu razuzdanog i perverznog čovjeka. Raskoljnikov mu je zaprijetio da će, bude li dirao Dunju, ga ubiti. Svidrigajlov ga se jedva otarasio i pošao na ugovoreni sastanak s Dunjom. Prethodno joj je napisao pismo u kojem joj je natuknuo o bratovom zločinu. Ona je usplahireno došla na mjesto sastanka, a on ju je, kujući u glavi plan, namamio u dobro izolirani stan zaključavši za njom vrata. Znao je da je sudbina njezine obitelji u njegovim rukama - ponudio joj je da će čuvati tajnu, a za uzvrat će joj biti "rob" do kraja života. Dunja je istrgla i izvadila pištolj, pucala je samo jednom, ali ga je samo okrznula. On joj se polako približio i rekao neka pokuša još jednom, no ona je bacila oružje, a on ju je zagrlio. Dunja ga je zamolila da ju pusti. 
"Ne voliš me dakle? - tiho priupita. 
Ne. 
I ne bi mogla? Nikad?
Nikad. - šapne Dunja. Svidrigajlov slomljeno spusti ruke, pustivši ju da izađe."
Svidrigajlov se oprostio od Sonje, ostavivši njoj i Dunji puno novaca. Ušao je u neko svratište i pokušao zaspati. ali san mu nije dolazio. Naposljetku je izašao i spustio se do Male Neve (most). Stražar ga je mucajući htio potjerati, ali Svidrigajlov uzme pištolj i napne ga. "Ovdje vam nema mjesta.
E, pa brate moj, svejedno. Mjesto je dobro i ako te budu što pitali, reci im da sam otputovao u Ameriku." I ubije se.
Raskoljnikov se oprostio od majke, ne rekavši joj ništa, zatim od sestre kojoj je bilo teško, ali oprostila mu je u svojoj ljubavi i zagrlila ga. Pobjegao je od Dunje i učinio na ulici kako mu je Sonja rekla: kleknuo je nasred trga, poklonio se i poljubio prljavu zemlju, sav prožet nasladom i srećom. Ljudi su se smijali misleći da je pijan. Malo dalje od njega stajala je Sonja, i tada je shvatio da će ostati s njom do kraja.
Ušao je u policijsku stanicu i naletio na Ilju Petroviča, koji ga je ugodno primio, nije mogao priznati zločin i izašao je van. No, tada je ugledao Sonju na čijem licu je ugledao slabašan smiješak. Vratio se i rekao: "Ja sam onda ubio sjekirom onu staru činovničku udovicu i njezinu sestru Lizavetu." I Petrovič zine. Sjatiše se ljudi sa svih strana.

### Epilog
Zbog olakotnih okolnosti (sam je priznao zločin za koji je drugi već okrivljen, nije kažnjavan, potpomagao je studenta bolesnog od tuberkuloze, pokopao siromašnog Marmeladova) dobio je samo osam godina Sibira. Porfirij je održao obećanje. Majka mu je oboljela i umrla vjerojatno znajući za strašnu istinu, Dunja se udala za Razumihina, a Sonja je s njim pošla u Sibir. Raskoljnikov je šutke radio i svi su ga kažnjenici mrzili. Teško se razbolio i Sonja je pismom javila Dunji da leži u zatvorskoj bolnici. No nije se razbolio od teškog rada i posne hrane - razbolio se od povrijeđenog ponosa. Stidio se što je on, Raskoljnikov, propao tako glupo i slijepo, što se mora poniziti i pokoriti pred besmislom. "Kad bi mu bar sudbina poslala kajanje... Ali, nije se kajao zbog svog zločina.... Eto što je jedino on držao za svoj zločin: samo to što nije uspio i što je sam priznao svoju krivnju."
Nije shvaćao kako su svi kažnjenici zavoljeli Sonju (posredovala je u slanju pisama i posjetama kažnjenika), svima se osmjehivala. Za bolesti je opet u bunilu sanjao o propasti svijeta i nekolicini odabranih koji su preživjeli. Bolno se prisjećao tog sna. U međuvremenu je protekla cijela jedna godina. Jednom je ugledao Sonju kod bolničkog ulaza "kao da ga je nešto ujelo za srce", brzo se odmakao od prozora. Sonja se razboljela i neko vrijeme nije dolazila. Raskoljnikov se uznemirio i stalno raspitivao za nju. Poslala mu je pismo pisano olovkom - srce mu je tako snažno tuklo dok je čitao, nešto se u njemu prelomilo.
Sjedio je pokraj rijeke, ona je sjela do njega, stražar ih nije gledao. "Nije ni sam znao kako se to dogodilo, ali najednom kao da ga je nešto zgrabilo i bacilo do njenih nogu. Plakao je i grlio joj koljena. Ona se u prvi mah strašno prepala i problijedila kao krpa. Skočila je s mjesta i zagledala se u nj drščući. Ali, začas u isti tren, sve pojmi. U očima joj zasja beskrajna sreća. Pojmila je i više nije sumnjala da ju on voli, da je napokon došao taj čas... Uskrisila ih je ljubav, srce jednog mrsilo je u sebi neiscrpne izvore života za srce drugog."
Nikad do tada nije u ruke uzeo evanđelje što mu je Sonja dala (nikad ga nije davila vjerom), ali ga je sad otvorio. Sedam godina im se činilo kao sedam dana. Bili su sretni. 
"Raskoljnikov nije znao da nije dobio život na dar, nego da će ga još i te kako skupo stajati, da će platiti za nj velikim pothvatom u budućnosti...
- ali to je već nova pripovijest."

## Prijevodi
Na hrvatskom je objavljeno pet prijevoda romana. Njihova su prva izdanja:
- Zločin i kazna, 1884–1885. Narodne novine, god. 50 (1884), br. 106–301, god. 51 (1885), br. 1–8. Preveo Janko Ibler. (Prijevod je posredan, s njemačkoga: Raskolnikoff, 1882., prev. Wilhelm Henckel.)[1]
- Zločin i kazna, 1893–1894. Obzor, god. 34 (1893), br. 139–297, god. 35 (1894), br. 3–1176. Preveo Ivan Gojtan. (Izdano i kao zasebna knjiga: 1894, Knjižara Dioničke tiskare, Zagreb.)[2]
- Zločinstvo i kazna, 1916. Naklada knjižare Marka Breyera, Zagreb. Preveo Iso Velikanović. Prijevod je u kasnijim izdanjima dvaput redigiran:
  - Zločin i kazna, 1952. Zora, Zagreb. Priredio Jakša Kušan.
  - Zločin i kazna, 1996. SysPrint, Zagreb. Pregledala i redigirala Branka Savić.
- Zločin i kazna, 1977. Školska knjiga, Zagreb. Preveo Zlatko Crnković.
- Zločin i kazna, 2022. Bodoni, Zagreb. Prevela Tatjana Radmilo.

Brojna su izdanja i široku popularnost stekli prijevodi Velikanovića i Crnkovića. Osim prijevoda, na hrvatskom je objavljena prerađena i skraćena inačica romana, nepoznatog autora. Pretpostavlja se da je nastala prema njemačkom prijevodu ili preradi romana.
- Raskoljnikov, 1923. Tisak i naklada St. Kugli, Zagreb. „Po Dostojevskijevu romanu Zločinstvo i kazna. Obradio O.B.”

Prijevodi na bošnjački, crnogorski i srpski (prva izdanja) su:
- Zločin i kazna. Knjiga prva, 1888. Kraljevsko-srpska državna štamparija, Beograd. Preveo Jefta Ugričić. (Izdanje je ostalo nedovršeno. Smatra se da se odustalo od objavljivanja daljnjih svezaka zbog slabe ili negativne reakcije čitatelja.[4] Ugričić je kasnije objavio cjelovit prijevod.)
- Prestup i kazna, 1890–1891. Narodni dnevnik, br. 239. (1890) – 50. (1891). (Prevoditelj je nepoznat. Izdanje je ostalo nedovršeno.)
- Zločin i kazna, 1899–1901. Policijski glasnik, br. 6. (1899) – br. 23. (1901). Preveo Jefta Ugričić. (Prijevod je cjelovit i dručkiji od inačice iz 1888.)[5]
- Zločin i kazna, 1914. Knjižara S. B. Cvijanovića, Beograd. Preveo Jovan Maksimović.
- Zločin i kazna, 1957. Rad, Beograd. Preveo Milosav Babović.
- Zločin i kazna, 1969. Veselin Masleša, Sarajevo. Preveo Derviš Imamović.
- Zločin i kazna, 1981. Rad, Beograd. Preveo Milan Đoković.
- Zločin i kazna, 2015. Kontrast izdavaštvo, Beograd. Prevela Julijana Milutinović.
- Zločin i kazna, 2015. Nova knjiga plus, Beograd; Nova knjiga, Podgorica. Prevela Katarina Brajović.